# Pink Floyd
Pink Floyd bio je engleski rock sastav, osnovan 1965. godine u Cambridgeu, Engleskoj, poznat po psihodeličnim i progresivnim rock skladbama, filozofskim tekstovima pjesama, zvučnim eksperimentiranjem, inovativnim omotima albuma i pomno osmišljenim nastupima uživo. Jedna je od najuspješnijih rock grupa ikada. Vjeruje se da je prodano oko 74,5 milijuna njihovih albuma u SAD-u i preko 200 milijuna albuma u cijelom svijetu.

## Povijest
Pink Floyd svoje formiranje počinje kao mladi rock sastav još 1964.g., iako su se u to vrijeme različito zvali, "Sigma 6", "The Meggadeaths", "The Abdabs", "The Screaming Abdabs", "Leonard's Lodgers" i the Spectrum Five. Međutim, grupa se razilazi i gitarist Rado "Bob" Klose, basist Roger Waters, bubnjar Nick Mason i Rick Wright (puhački instrumenti) osnivaju novi sastav koji se zove "Tea Set".
Syd Barrett se pridružio sastavu 1965. godine. Počeo je pisati većinu skladbi i orijentirao grupu prema psihodeličnom rocku. 

Ime grupe je smislio Syd Barret po ploči Pinka Andersona i Floyda Councila, dvojice blues-glazbenika iz Georgije, iz Barretove glazbene kolekcije. 

Nadrealistični tekstovi i eksperimentalni elektronski efekti postavili su grupu u britanski epicentar psihodeličnog rocka, međutim još uvijek s osrednjim uspjehom. 
Nakon što je Barrett počeo pokazivati znakove mentalne bolesti zbog uzimanja droga, grupa ga je 1968. nadomjestila gitaristom Davidom Gilmoureom. S vremenom je čelnik sastava postao njihov bas-gitarista Roger Waters, a doskora i glavni autor pjesama. Pod njegovim vodstvom grupa je snimila najznačanije albume i doživjela svjetski uspjeh. 
Zahvaljujući njihovom inovativnom glazbenom stilu i briljantnoj scenografiji u nastupima uživo, postali su najkomercijalnija skupina s jedinstvenim, takoreći unikatnim zvukom, koji se u prvom redu očituje u njihovoj rock operi "The Wall" iz 1979. godine.
Grupa je najpoznatija po svojim albumima The Dark Side of the Moon (1973.), Wish You Were Here (1975.), Animals (1977.) i konceptualnim The Wall (1979.). 
Godine 1979. Richard Wright napušta grupu, a nakon njega i Roger Waters 1985. Gilmour, Mason i Wright nakon kratkotrajnog sudskog spora postižu izvansudsku nagodbu s Watersom koja im dozvoljava da nastave nastupati i objavljivati pod istim imenom.
Njihov zadnji studijski album je izdan 2014. - The Endless River. 
David Gilmour je izjavio talijanskom časopisu "La Repubblica" da članovi Pink Floyda više neće nastupati, nego će se posvetiti svojim solo karijerama.
U srpnju 2005. godine, grupa, uključivši Rogera Watersa, nastupila je u Londonu na Live 8 koncertu. Svi članovi grupe još jednom su se okupili u svibnju 2007. godine na koncertu održanom u Londonu u spomen na Syda Barretta. Tada je Roger Waters nastupio odvojeno od preostale trojice članova grupe. 
15. rujna 2008. u 65. godini života umro je klavijaturist Pink Floyda Richard Wright. 
10. srpnja 2010. u Kidlingtonu, Engleska David Gilmour i Roger Waters nastupili su zajedno na dobrotvornom koncertu za Hoping Fondation koja sakuplja sredstva za poboljšanje života djece u Palestini. Pred dvjestotinjak posjetitelja nenajavljeno su izveli četiri pjesme od kojih su tri bile "klasici" Pink Floyda. Kao uzvrat za Watersovo pojavljivanje, Gilmour je pristao odsvirati "Comfortably Numb" na europskom dijelu Watersove turneje "The Wall".
7. studenog 2014. David Gilmour i Nick Mason kao jedini članovi Pink Floyda izdaju posljednji studijski album The Endless River. Gilmour tvrdi da je to definitivni kraj Pink Floyda, jer smatra da bi sljedeći pokušaj značio posezanje za drugorazrednim materijalom.
Njihova glazba je utjecala na druge glazbenike poput Davida Bowiea, Genesis, The Nazz, Queen, Phish, Radiohead, Smashing Pumpkins, Yes. Smatra se jednom od komercijalno najuspješnijih i najutjecajnih rock skupina u povijesti rocka i glazbe uopće. VH1 ih je uvrstio na 15. mjesto liste 100 najvećih umjetnika hard rocka u povijesti te na 18. mjesto svoje liste 100 najvećih umjetnika svih vremena, a Rolling Stone na 51. mjesto svoje liste.

## Članovi sastava
- David Gilmour — vokali, gitara
- Nick Mason — bubnjevi
- Richard Wright — klavijature, vokali
- Roger Waters — vokali, bas-gitara
- Syd Barrett — vokali, gitara

## Diskografija
Studijski albumi
- The Piper at the Gates of Dawn (1967.)
- A Saucerful of Secrets (1968.)
- Music from the film More (1969.)
- Ummagumma (1969.)
- Atom Heart Mother (1970.)
- Meddle (1971.)
- Obscured by Clouds (1972.)
- The Dark Side of the Moon (1973.)
- Wish You Were Here (1975.)
- Animals (1977.)
- The Wall (1979.)
- The Final Cut (1983.)
- A Momentary Lapse of Reason (1987.)
- The Division Bell (1994.)
- The Endless River (2014.)

## Poveznice
- Psihodelični rock

## Vanjske poveznice
- Pink Floyd.co.uk  Arhivirana inačica izvorne stranice od 18. ožujka 2009. (Wayback Machine)
- Pink Floyd.com američka stranica
- Storm Thorgerson - Stranica umjetnika koji je napravio većinu omota Floydovih albuma
- Biografija  Arhivirana inačica izvorne stranice od 28. veljače 2014. (Wayback Machine) na Muzika.hr napisao Dragutin Andrić